# والتر ماجنيفيكو
والتر ماجنيفيكو (بالإيطالية: Walter Magnifico)‏ مواليد 1961، هو لاعب كرة سلة إيطالي سابق. مثّل منتخب بلاده. شارك في مسابقة كرة السلة في الألعاب الأولمبية الصيفية.

## الميداليات
| الميدالية | المسابقة                         |
| --------- | -------------------------------- |
| برونزية   | بطولة أمم أوروبا لكرة السلة 1985 |
| فضية      | بطولة أمم أوروبا لكرة السلة 1991 |

## روابط خارجية
- والتر ماجنيفيكو على موقع الاتحاد الدولي لكرة السلة (الإنجليزية)
- والتر ماجنيفيكو على موقع كرة السلة الأوروبية.كوم (الإنجليزية)
- والتر ماجنيفيكو على موقع ريلجم (الإنجليزية)
- والتر ماجنيفيكو على موقع بروبوليرز (الإنجليزية)
- والتر ماجنيفيكو على موقع سبورتس رفرنس (الإنجليزية)
- والتر ماجنيفيكو على موقع اللجنة الأولمبية الدولية (الإنجليزية)
- والتر ماجنيفيكو على موقع أوليمبيديا (الإنجليزية)